# 中国新疆航空

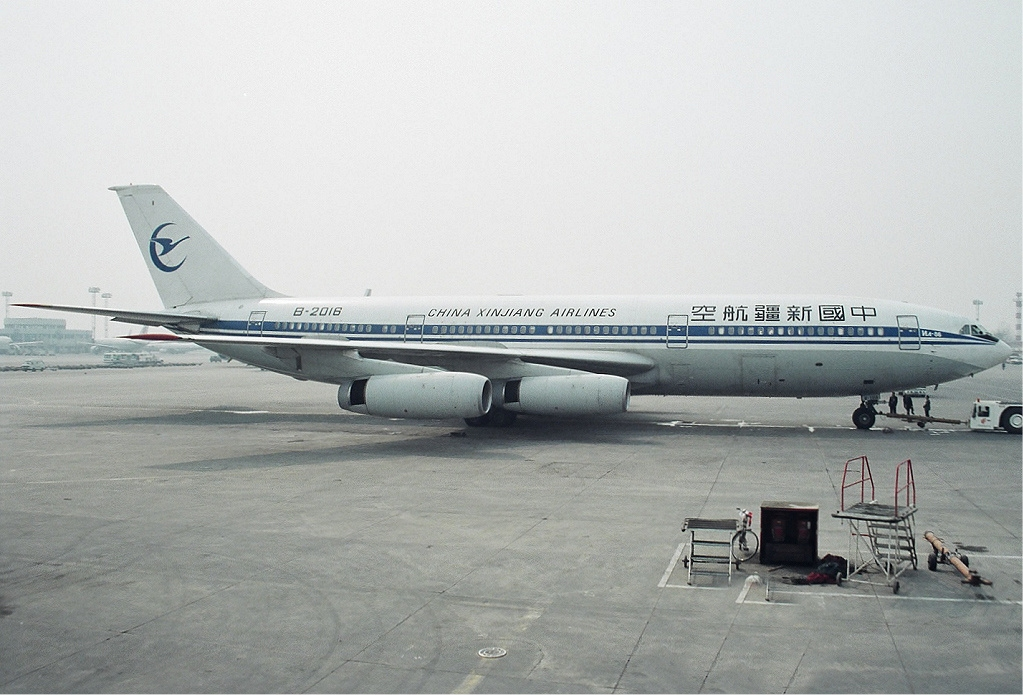
新疆航空 伊尔-86

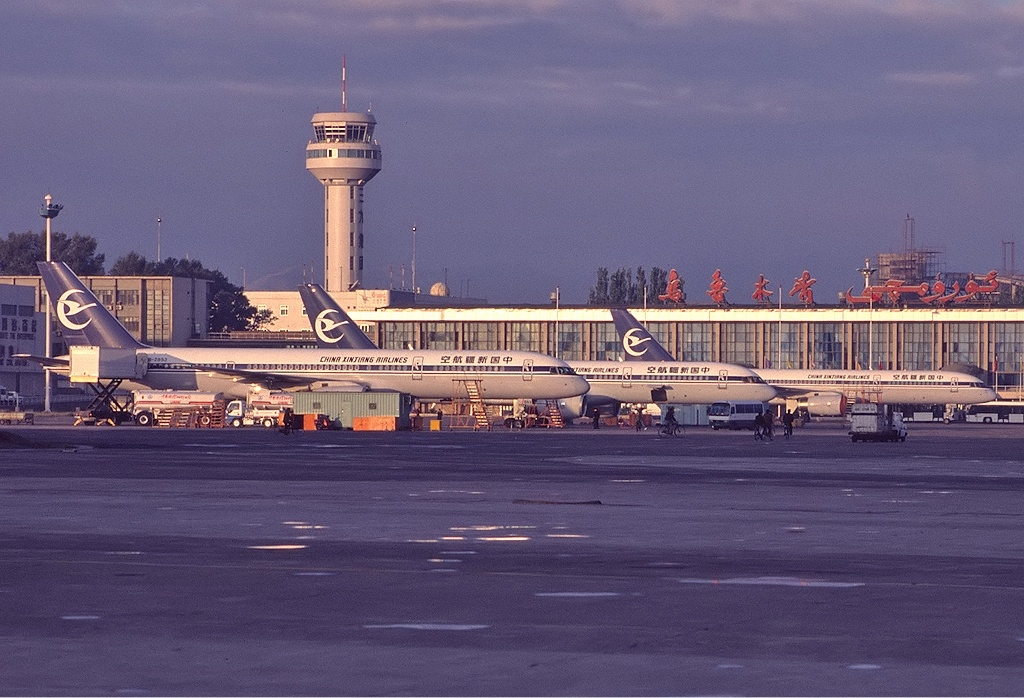
烏魯木齊地窩堡國際機場的新疆航空 波音757

中国新疆航空，简称新疆航，是一家总部位于新疆乌鲁木齐的航空公司。公司成立于1985年，2002年被中国南方航空并购。

## 历史
前身最初是1955年成立的中国民用航空乌鲁木齐管理处。1959年到1984年，为中国民航新疆维吾尔自治区管理局，至1984年只有2架伊尔-14和3架安-24:162。
1985年1月1日，中国民用航空乌鲁木齐管理局、新疆航空公司成立，实行政企合一体制。
1986年2月26日，新疆航空公司使用图-154M型飞机开辟乌鲁木齐—北京航线。结束了新疆民航“飞机螺旋桨、直航不出疆”的历史，也迈出新疆航空出疆发展的第一步。
此后，新疆航空公司继续开辟东线市场，1986年7月18日，开辟乌鲁木齐—广州航线；1987年，开辟乌鲁木齐—成都航线；次年又开辟乌鲁木齐—北京—广州航线。
1989年7月28日，经中国民航局和苏联民航部谈判达成协议，中国新疆航空公司使用图-154M型B-2611号飞机开辟乌鲁木齐—阿拉木图首条国际航线。该航线飞行距离980公里，每周执行一班。首航机组带队为新疆航空公司飞行大队大队长王祥春。1992年6月，因图-154陆续大修，运力不足的新疆航空向乌兹别克斯坦航空湿租2架伊尔-86，1992年12月又购入3架伊尔-86，这三架自购机1993年10月前陆续到位，随后新疆航空将湿租的两架伊尔-86退租:162-163。
1993年2月15日，乌鲁木齐—西宁—广州航线的成功首航，标志着新疆开辟了第一条飞抵高原机场的航线。
1994年6月10日，新疆航空公司使用图-154M飞机开辟天津—乌鲁木齐—新西伯利亚—莫斯科国际航线，该航线距离7080公里:218，首航机长为新疆航空公司飞行大队副大队长鲁成存、乘务长为新疆航空公司飞行大队副大队长赵琼丽。同年7月10日，新疆航空公司再次开辟了乌鲁木齐—伊斯兰堡国际航线:218。
1995年4月12日，新疆航空首次执行朝觐包机任务:237。
1996年4月，获准在江苏省常州市建立航空运输基地，进驻有若干架ATR-72。
1997年4月15日，比什凯克国际航线首航成功仪式在环球大酒店举行。
1997年8月19日，中国民航总局向法国宇航公司颁发ATR72-212A型飞机型号认可证。31日，一架中国新疆航空公司ATR72客机（B-3022号），降落在乌鲁木齐地窝堡国际机场。它是中国民航系统首家引进的ATR72型客机:163。
2000年10月17日，新疆航空用波音757开通乌鲁木齐-叶卡捷琳堡-莫斯科航线，2002年改为乌鲁木齐-叶卡捷琳堡、乌鲁木齐-莫斯科两条航线，2003年停航叶卡捷琳堡:218。
2001年3月20日，新疆航空的图-154全部退役:167。2001年12月，新疆航空公司与民航乌鲁木齐管理局分立。2001年12月12日至15日，新疆航空使用B-3022号ATR72支线客机执行中国国家主席江泽民访问缅甸期间在缅甸国内的专机任务:237（其在缅甸的活动路线为仰光→额不里→蒲甘→曼德勒）。
2002年10月11日，新疆航空公司加入中国南方航空集团公司。同年12月31日，因延寿费用高昂，新疆航空将伊尔-86退役，中国民航自此再无俄制宽体机:167。
2004年10月，新疆航空公司注入中国南方航空股份有限公司，实现一体化运行，成为中国南方航空股份新疆分公司。至此，新疆航空合计执管飞机22架，包括2架波音737-300、4架波音737-700、11架波音757-200、5架ATR72:168。

## 航點
除國內航線外，中國新疆航空還曾飛往以下國際航點：
- - 阿拉木圖
- - 比什凱克
- 巴基斯坦 - 伊斯蘭堡
- 俄羅斯 - 莫斯科-謝列梅捷沃、新西伯利亞、葉卡捷琳堡
- - 塔什干
- 香港 - 香港

## 機隊
2003年以前，中國新疆航空機隊如下：
- ATR-72
- 波音737-300
- 波音737-700
- 波音757-200
- 伊爾-86

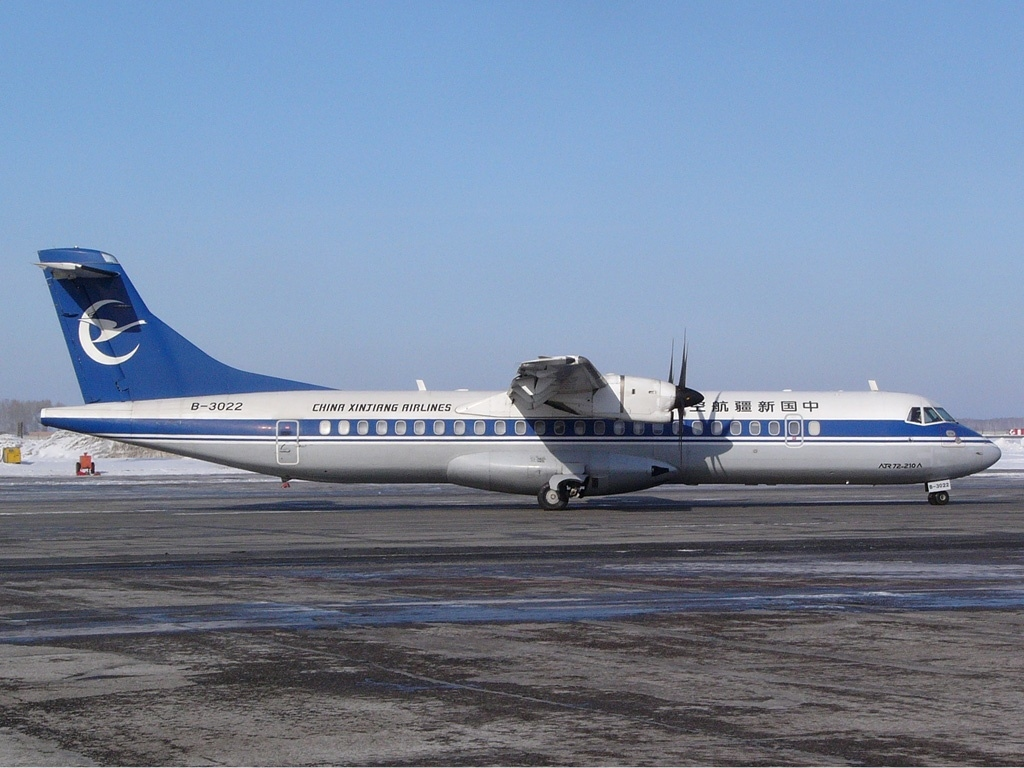
疆航 ATR 72-500

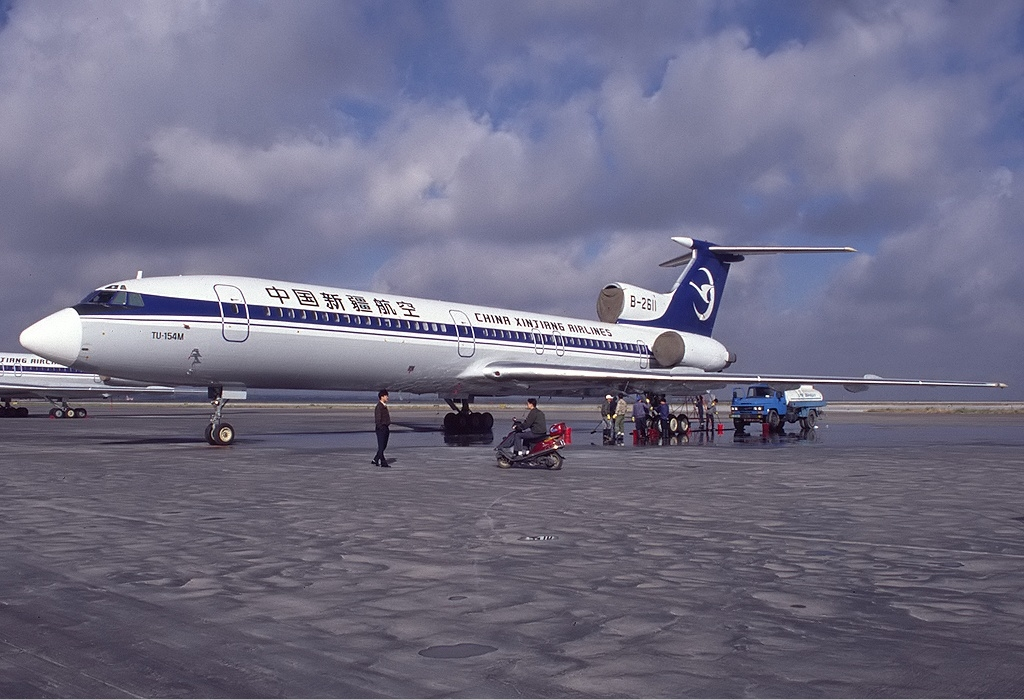
新疆航空 Tu-154

新疆航空還曾運營圖-154，2001年3月退役。

## 意外事故
- 1988年7月11日，编号为B-2603的图-154执行9501号班机（乌鲁木齐-广州-上海）时遭遇雷雨，导航系统失灵，迫降在九江十里堡机场（1972年即已废弃）跑道外的稻田中，162名乘客和11名机组人员无一死亡。[5][6]该机修复后于同年9月10日重新投入运营。
- 1992年8月7日，曾在九江稻田迫降的B-2603号飞机由乌鲁木齐飞往和田，在和田机场上空因沙尘暴复飞，第二次降落时冲出跑道，迫降在戈壁滩上，但依然无人死亡。[7]